# The Dizzy Acrobat
The Dizzy Acrobat (titulado en español El Acróbata Mareado) es el octavo cortometraje animado de la serie de cortos animados del Pájaro Loco. El corto fue producido por Walter Lantz Productions y lanzado por Universal Pictures, el 21 de mayo de 1943

## Argumento
El Pájaro Loco (Kent Rogers) visita un circo ambulante. Luego intenta colarse en la carpa pero un cuidador (voz también de Rogers) lo echa. El cuidador le dice que si quiere ver el espectáculo, tendrá que dar de beber a los elefantes. Loquillo sujeta al elefante a un hidrante y vuelve a intentar entrar en la tienda.
El cuidador lo persigue por el circo hasta la carpa. En la carpa, continúa tratando de atrapar a Loquillo, pero se ve atrapado en varios artilugios de circo, incluyendo un trapecio, una cuerda floja, una jaula con león y una bicicleta, y en la bicicleta, el cuidador sale del circo, estrellándose contra lo demás de afuera. En un juego de disparos, Loquillo aparece como uno de los blancos, así que los tiradores lo confunden con uno, disparándole en todas partes.

## Premio de la Academia
Esta película fue nominada para un Premio Óscar en 1943 para el Mejor Cortometraje Animado. Perdió ante The Yankee Doodle Mouse de MGM, la primera de las siete caricaturas de Tom and Jerry en ganar este premio. Fue la quinta película de Walter Lantz en ser nominada en esta categoría.